# Monte Makaturing
Monte Makaturing es un estrato volcán en la isla de Mindanao en las Filipinas. Se encuentra en la provincia de Lanao del Sur (específicamente en la ciudad de Butig) en la Región Autónoma Musulmana de Mindanao. Makaturing tiene una elevación de 1.940 metros (6.365 pies) y un diámetro de base de 29 kilómetros (18 millas). Es parte de una cadena de volcanes llamada el Arco central de Mindanao.
Todavía hay cierta controversia sobre el número de veces que Makaturing ha hecho erupción. El Instituto Filipino de Vulcanología y Sismología posee una lista de 10 erupciones con la última registrada el 18 de marzo de 1882.